# 22 Jump Street
22 Jump Street ist eine US-amerikanische Filmkomödie aus dem Jahr 2014. Sie ist Nachfolger der ersten Kinoadaption der Fernsehserie 21 Jump Street – Tatort Klassenzimmer. In Deutschland wurde der Film am 31. Juli 2014 in den Kinos veröffentlicht.

## Handlung
Da die beiden Polizisten Schmidt und Jenko ihren ersten Fall an der Highschool erfolgreich beenden konnten, sollen sie erneut als verdeckte Ermittler eingesetzt werden. Dieses Mal findet der Einsatz, bei dem sie dem Dealer der Modedroge WHYPHY (Work hard yes, play hard yes) auf die Schliche kommen sollen, auf dem Universitätscampus statt. Durch die Verlockungen des Studentenlebens verlieren die beiden ihren Fall und ihre gemeinsame Arbeit daran immer mehr aus den Augen. Beide Cops bewegen sich in unterschiedlichen Kreisen, während Jenko sich dem Football-Team anschließt und mit seinem neuen Partner Zook Erfolge feiert, fühlt sich der ruhigere Schmidt zur Kunststudentin Maya hingezogen.
Durch seine großen Erfolge im Football zweifelt Jenko zusehends an seiner Karriere als Cop und lässt diese ruhen, bis der eigentlich abgeschlossene Fall durch Schmidt erneut aufgerollt wird. So verschlägt es die beiden Cops zum Springbreak nach Puerto Mexico, wo sie den Dealer, der sich als Mercedes herausstellt, enttarnen. Nach einer wilden Verfolgungsjagd können sie außerdem die Quelle von WHYPHY zerstören und so die Verbreitung an Universitäten im ganzen Land verhindern.

## Synchronisation
Die Deutsche Synchronisation stammt von der Iyuno Germany aus Berlin. Das Dialogbuch verfasste Elisabeth von Molo, für die Dialogregie war sie ebenfalls zuständig.
| Rolle                       | Schauspieler       | Deutsche Synchronstimme |
| --------------------------- | ------------------ | ----------------------- |
| Morton Schmidt/Doug McQuaid | Jonah Hill         | Tobias Müller           |
| Greg Jenko/Brad McQuaid     | Channing Tatum     | Daniel Fehlow           |
| Captain Dickson             | Ice Cube           | Tobias Meister          |
| Maya Dickson                | Amber Stevens      | Tanya Kahana            |
| Zook                        | Wyatt Russell      | Leonhard Mahlich        |
| Keith & Kenny Yang          | The Lucas Brothers | Asad Schwarz            |
| Rooster                     | Jimmy Tatro        | Jesco Wirthgen          |
| Dr. Murphy                  | Marc Evan Jackson  | Peter Flechtner         |
| Der Geist                   | Peter Stormare     | Stephan Schwartz        |
| Mercedes                    | Jillian Bell       | Magdalena Turba         |
| Eric Molson                 | Dave Franco        | Wanja Gerick            |
| Mr. Walters                 | Rob Riggle         | Stefan Fredrich         |
| Deputy Chief Hardy          | Nick Offerman      | Olaf Reichmann          |
| Schmidt 2                   | Seth Rogen         | Tobias Kluckert         |
| Mrs. Dickson                | Queen Latifah      | Martina Treger          |

## Hintergrund
Bis Juli 2012 hatte Columbia-Pictures-Präsident Doug Belgrad bereits eine Fortsetzung von 21 Jump Street bestätigt. Der von ihm genannte Drehbeginn im Herbst des Jahres 2012 wurde allerdings von Darsteller Jonah Hill dementiert, der im Juli 2012 angab, dass noch am Drehbuch geschrieben würde und ein Drehbeginn für September 2013 angesetzt worden sei.
Im Mai 2013 gab Sony bekannt, dass Oren Uziel am Drehbuch schrieb und der Film am 6. Juni 2014 anlaufen solle. Sowohl die Schauspieler Jonah Hill und Channing Tatum seien mit von der Partie als auch die Regisseure Phil Lord und Chris Miller. Der Film werde den Titel 22 Jump Street tragen. Die Dreharbeiten begannen am 28. September 2013. Der Filmstart wurde allerdings auf den 13. Juni 2014 verschoben. An diesem Tag lief 22 Jump Street dann auch in den US-amerikanischen Kinos an.
Im März 2016 berichtete Variety, dass die Dreharbeiten für einen dritten Teil im Juni 2016 beginnen sollten. Laut gehackten Sony-E-Mails ging hervor, dass ein Crossover mit der Filmreihe Men in Black geplant war. Jonah Hill zweifelte im August 2016 jedoch an der Umsetzbarkeit des Vorhabens.
Das Budget war 50 Millionen US-Dollar für diesen Film. Das Einspielergebnis war rund 331 Millionen US-Dollar weltweit.

## Kritik
„Das Regieduo […] macht sich einen großen Spaß aus der Tatsache, dass ‚22 Jump Street‘ in Essenz dieselbe Geschichte erzählt wie der erste Film. […] Tatsächlich wäre es wünschenswert, dass die Koppelung von Jonah Hill und Channing Tatum noch öfter auf die Leinwand kommt. Sie updaten eine komödiantische Figurenkonstellation, die von Stan Laurel und Oliver Hardy zur Legende gemacht wurde: Dick und Doof.“

„Jonah Hill […] und Channing Tatum […] sind Schmidt und Jenko, und in ihren routines steckt eine wahnwitzige Schönheit, eine traumverlorene Eleganz. Sich ans Gemächt zu fahren, ist bei ihnen auch ein Moment der Selbstreflexivität. Und eine Annäherung wird es sowieso so schnell nicht geben zwischen einer unerbittlich performancebestimmten Gesellschaft wie den USA und unserer strengen Gelehrtenrepublik. Wie viel Anarchie braucht eine Gesellschaft, um für die Zukunft fit zu sein!“